# Chemsafe
Chemsafe (Eigenbezeichnung: CHEMSAFE) ist eine freie Datenbank für bewertete sicherheitstechnische Kenngrößen brennbarer chemischer Stoffe und Gemische, die von der Physikalisch-Technischen Bundesanstalt betrieben wird.
Bis 2016 erfolgt die Verbreitung der Datenbank über die DECHEMA, die auch eine Inhouse-Version für größere Unternehmen vertreibt.

## Inhalt
Die Kenngrößen
- Explosionsgrenzen
- Maximale Explosionsdrücke
- Flammpunkte
- Explosionspunkte
- Zündtemperaturen
- Mindestzündenergien
- Normspaltweiten
- Stabilitätsgrenzdrücke

dienen dem Explosion- und Brandschutz bei der Handhabung (Transport, Abfüllung, Lagerung, Entsorgung etc.) brennbarer chemischer Stoffe.
Neben diesen Daten enthält Chemsafe auch
- Angaben zur Stoffidentifikation
- thermophysikalische Daten (bspw. Siedepunkte, Bildungsenthalpien)
- Kennzeichnung und Klassifizierung nach nationalen und internationalen Vorschriften
- maximale Arbeitsplatz-Konzentration (MAK)
- bibliographische Daten
- Definitionen und Hilfetexte zu den Kenngrößen

Chemsafe enthält auch Werkzeuge zur grafischen Darstellung etwa von Explosionsbereichen und einige Rechenverfahren zur Bestimmung der Entzündlichkeit, des Oxidationspotentials, des Dampfdrucks und von Normspaltweiten für Gemische.

## Nutzung
Chemsafe dient als Datenbasis in
- internationalen Normen (z. B. IEC/TR 60079-20 „Data for flammable gases an vapors“ und zukünftig ISO 10156)
- nationalen Regelungen (z. B. in den Berufsgenossenschaftlichen Regeln BGR 104, BGR 132 und BGR 500, Abschnitt Gase, „Tabelle von zerfallsfähigen Gasen“)
- anderen Datenbanken (z. B. Gefahrgutdatenbank der BAM, Gemeinsamer zentraler Stoffdatenpool von Bund und Ländern)

und als Grundlage für Tabellenwerke (z. B. Nabert/Schön/Redeker und „Sicherheitstechnische Kenngrößen“ Band 1 und 2 von PTB und BAM) und die Erstellung von EG-Sicherheitsdatenblättern.

## Datenbankaufbau
Chemsafe wird von den Bundesbehörden
- PTB (Physikalisch-Technische Bundesanstalt, Braunschweig)
- BAM (Bundesanstalt für Materialforschung und -prüfung, Berlin)

gepflegt, wobei die PTB Daten für Flüssigkeiten beiträgt und die BAM Daten für Gase und Stäube. Quellen sind eigene Messungen und bewertete Daten aus frei zugänglicher Literatur.